# Островский, Антоний Ян
Граф Антоний Ян Равита-Островский (пол. Antoni Jan Rawita-Ostrowski; 27 мая 1782, Варшава — 4 декабря 1845, Ле Мадера, Франция) — польский военный и государственный деятель, бригадный генерал (1830 год), участник восстания (1830), основатель города Томашув-Мазовецкий в Польше.

## Биография
Представитель польского знатного шляхетского рода герба Равич. Сын графа, президента сената  Томаша Адама Островского.
Депутат (посол) сеймов Варшавского герцогства.
В 1809 — член Временного правительства. В 1820 г. стал каштеляном Польского королевства.
В 1823 году в посёлке Томашов (Tomaszow), основанном его отцом в 1788 году и названном его именем, построил текстильную фабрику, куда привёз ткачей из Германии (в 1830 году посёлок получил статус города (ныне Томашув-Мазовецкий).
Во время польского восстания (1830—1831) был произведён в бригадные генералы, назначен губернатором Варшавы и командовал варшавской национальной гвардией.
В 1831 — президент польского сената.
После поражения восстания эмигрировал во Францию. Отошел от политической деятельности и занялся литераторством.
Написал мемуары о жизни своего отца «Żywot Tomasza Ostrowskiego, ministra rzeczypospolitej póżniej, prezesa senatu ...» (1840), «Pamiętnik 1830-1831» и публицистическую работу «Pomysły o potrzebie reformy towarzyskiéy w ogólności, A mianowiciéy co do Izraelitów w Polszcze, przez założyciela miasta Tomaszowa Mazowieckiego».
Был награждён императором Александром I орденом Святого Станислава 1-й степени (01.05.1823) и орденом Святой Анны 1-й степени (24.08.1815).